# Home Arcade
La Home Arcade créée par Bandai est la version française de la console américaine Arcadia 2001 d'Emerson Radio Corp.

## Historique
Sa sortie date de mars 1982 aux États-Unis. La console est sortie un an plus tard au Japon et en août 1983 en France. Les concurrentes de cette console sont l'Atari 5200 et l'Intellivision.
Cette console est sortie dans différents pays sous différents noms (à noter que le nom Home Arcade est le nom français) :
- En Italie, sous le nom de Leonardo ;
- Au Canada, sous le nom de Leisure-Vision ;
- En Allemagne, sous trois noms différents : Hanimex HMG2650, Schmid TVG2000 et Tele-Fever.

La commercialisation de cette console n'a duré, en tout, qu'un an.

## Matériel
Le processeur de la Home Arcade est un Signetics 2650 cadencé à 3.58 Mhz. Le chipset graphique est un Signetics 2636. La console contient 1 kio (1024 octets) de mémoire vive. Elle peut afficher 9 couleurs et 4 sprites simultanément, avec une définition d'écran de 128 x 208 en monochrome ou 128 x 104 en mode couleur. Un beeper produit le son de la machine.
La console se branche soit sur une prise antenne soit via une prise Péritel. L'alimentation de 12V est externe.

## Jeux
Cette console avait un catalogue d'environ 40 jeux :

## Accueil et ventes
Cette console n'a pas vraiment eu de succès. Le Krach du jeu vidéo de 1983 a précipité sa chute.

## Émulation
Cette console peut être émulée avec le logiciel MESS. Elle peut également être émulée avec le logiciel WinArcadia développé pour Windows.